# Maksym Jessyp
Maksym Bohdanowytsch Jessyp (ukrainisch Максим Богданович Єсип; * 16. September 1998 in Tschernihiw) ist ein ukrainischer Fußballspieler.

## Karriere
Jessyp begann seine Karriere bei Dynamo Kiew. Zur Saison 2015/16 wechselte er zum FK Dnipro. Zur Saison 2016/17 schloss er sich Weres Riwne an, ehe er im Oktober 2016 zum FK Oleksandrija wechselte. Zur Saison 2017/18 wechselte er zum unterklassigen Enerhetyk Solonyziwka, ehe er sich im September 2017 dem Zweitligisten PFK Sumy anschloss. Dort debütierte er im selben Monat in der Perscha Liha. Für Sumy absolvierte er insgesamt sieben Zweitligapartien, ehe er den Verein in der Winterpause wieder verließ.
Anschließend wechselte Jessyp im Mai 2018 zum unterklassigen Aljans Lypowa Dolyna. Mit Aljans stieg er 2020 in die Perscha Liha auf. In der zweithöchsten Spielklasse absolvierte er in der Saison 2020/21 bis zur Winterpause drei Partien. Im Februar 2021 wechselte er zum Ligakonkurrenten Awanhard Kramatorsk, den er aber bereits im selben Monat wieder verließ. Nach einem Halbjahr ohne Klub schloss sich der Flügelspieler zur Saison 2021/22 dem Drittligisten FK Trostjanez an. Für Trostjanez kam er zu 14 Einsätzen in der Druha Liha. Nach der Saison 2021/22 verließ er das Team.
Nach erneut einem Halbjahr ohne Klub wechselte Jessyp im März 2023 zum österreichischen Regionalligisten FC Mauerwerk. Für die Wiener spielte er bis zum Ende der Saison 2022/23 fünfmal in der Regionalliga.

## Persönliches
Sein Vater Bohdan (* 1978) war ebenfalls Fußballspieler und trainierte Maksym bei Sumy.